# Petrorhagia rupestris
Petrorhagia rupestris är en nejlikväxtart som beskrevs av Salvatore Brullo och Furnari. Petrorhagia rupestris ingår i släktet klippnejlikor, och familjen nejlikväxter. Inga underarter finns listade i Catalogue of Life.